# TEU

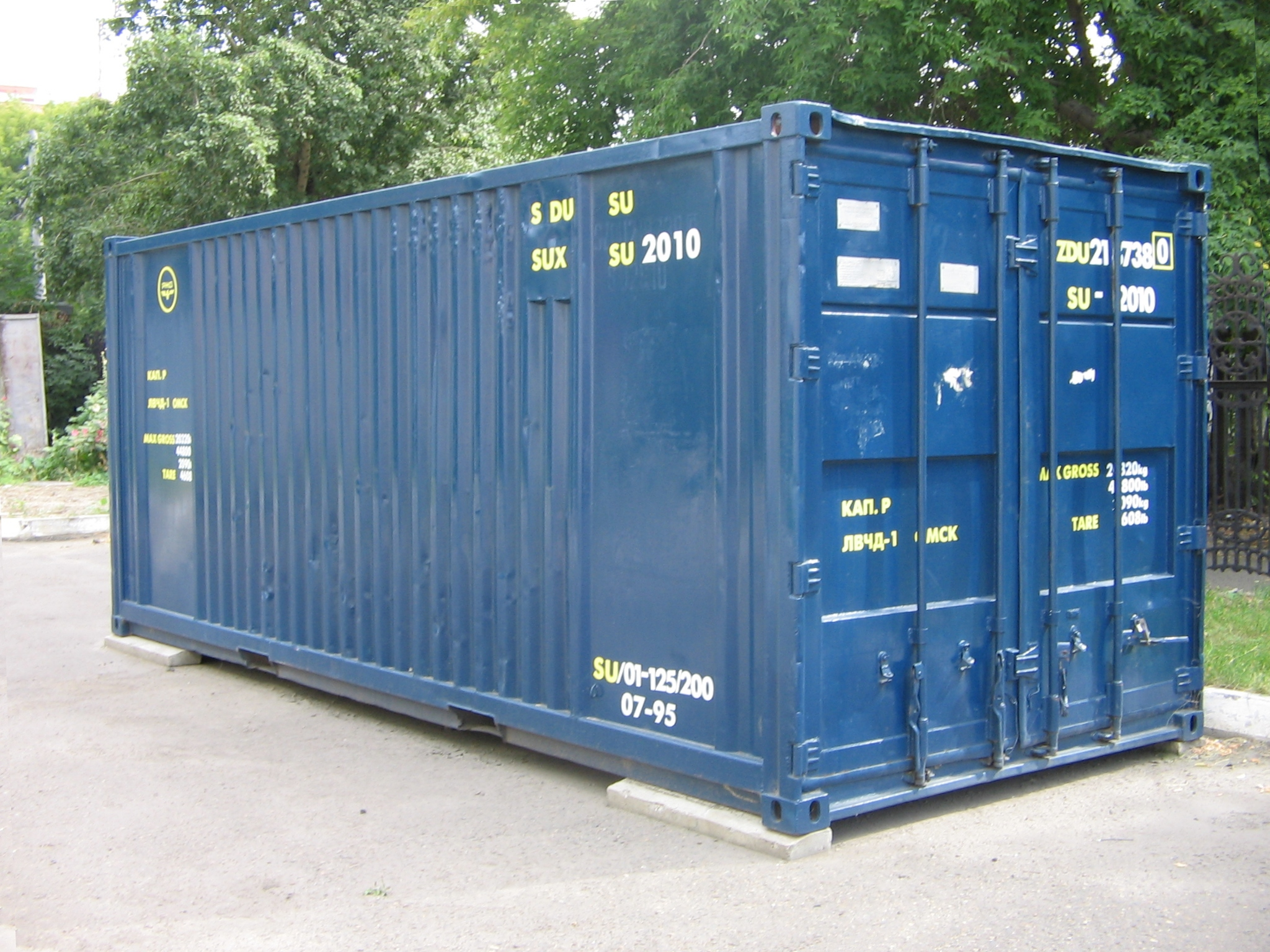
1 TEU kapacitású, azaz 20 láb hosszú konténer

A TEU (twenty-foot equivalent unit) a szállítmányozásban használt fogalom, mellyel a konténerforgalom nagyságát határozzák meg. A TEU a 20 láb hosszúságú fém konténert jelöli. Az egységkonténer szélessége általában nyolc láb, ami körülbelül 12 regisztertonnának és kb. 34 m³-nek felel meg. A TEU szabványkonténer egyaránt szállítható hajón, vasúton és közúton.
A TEU-konténer magassága változhat, emiatt nem lehet pontosan más mértékegységekbe átkonvertálni. Az 1 TEU kapacitásra jutó maximum rakomány körülbelül 21 600 kg.